# Annenkov Island
Annenkov Island ist eine unbewohnte Insel etwa 13 km vor der Südküste von Südgeorgien. Sie gehört zum britischen Überseegebiet von Südgeorgien und den Südlichen Sandwichinseln im Südatlantik. Höchster Punkt der 6,6 km langen und etwa 15 km² großen Insel ist der Olstad Peak mit 650 Metern über dem Meer, der auf einer Hügelkette liegt, die die Insel Nord-Süd in einer starken S-Kurve verlaufend etwa mittig teilt. Zwei größere Seen, im Norden der Intrusion Lake im Südosten der Fan Lake, beide je von einem Bergbach gespeist, liegen auf der Insel.

## Entdeckung
Die Insel wurde am 20. Januar 1775 auf James Cooks zweiter Südseereise entdeckt und ursprünglich Pickersgill Island getauft, nach Richard Pickersgill, einem Leutnant auf der Resolution. Den heutigen Namen erhielt die Insel von Fabian Gottlieb von Bellingshausen, welcher sie 1819 wiederentdeckte und nach Michail Annenkow († 1839) benannte, Leutnant an Bord der Mirny bei der ersten russischen Antarktisexpedition (1819–1821) unter Bellinghausen. 

## Naturschutz
Die Insel ist Brutplatz für über 500 Wanderalbatrospaare und steht seit 1975 als Site of Special Scientific Interest unter Naturschutz. Sie darf daher nur mit einer Sondergenehmigung betreten werden.